# Franziska Jarke
Franziska Julie Jarke (geb. Schlesius; * 3. Dezember 1815 in Königsberg; † 3. August 1896 ebenda) war eine deutsche Schriftstellerin; ihr Pseudonym war E. Rudorff.

## Leben
Franziska Jarke war die Tochter eines Kaufmanns namens Schlesius aus Königsberg.
Sie war das erste junge Mädchen in Königsberg, das die englische Sprache erlernte,Beleg? und erhielt Unterricht im Klavierspiel; 1847 besuchte sie das Konservatorium (siehe Hochschule für Musik und Theater „Felix Mendelssohn Bartholdy“ Leipzig) in Leipzig und unternahm größere Reisen durch Deutschland, Belgien und die Niederlande.
Am 9. August 1850 heiratete sie den früheren Juristen und Rittergutsbesitzer Otto Jarke († 1878), der zwei Söhne mit in die Ehe brachte, und lebte außerhalb von Königsberg auf dem Land.
1863 begann sie, sich schriftstellerisch zu betätigen und veröffentlichte ihre Erzählung Durch Leid und Licht, für die sie von der Modezeitung Viktoria den ersten Preis erhielt. Weitere Novellen, unter anderem 1874 Deutsches Leben, 1875 Die Tochter des Nabob sowie 1886 Unterwegs und Am Ziel, veröffentlichte sie anfangs in Zeitschriften. Dazu publizierte sie verschiedene Sammlungen, so unter anderem 1870 Stunden der Weihe – Aussprüche Schleiermachers, 1877 Stunden der Erhebung und 1888 Ideale Lebensbilder in Dichtersprüchen.
In späteren Jahren verlegte sie ihren Wohnsitz wieder zurück nach Königsberg.

## Schriften (Auswahl)
- Durch Leid zum Licht. Berlin, 1870.
- Stunden der Weihe. Eine Sammlung von Aussprüchen Friedrich Schleiermachers. Berlin, 1870 (Digitalisat).
- Ein Halsband von echten Perlen. Pariser Sittenbild. 1871.
- Und er soll Dein Herr sein. In: Die Gartenlaube, Heft 40. 1872. S. 649–654 (Digitalisat).
- Preciosa. 1873.
- Deutsches Leben. Jena, 1874.
- Die Tochter des Nabob. Stuttgart, 1877 (Digitalisat).
- Vergeltung. Berlin, 1877.
- Ein Arbeitsfeld für edle Frauen. In: Die Gartenlaube, Heft 39. 1879. S. 647–650 (Digitalisat).
- Onkel Born. Ein deutsches Sittenbild. Köln, 1883 (Digitalisat).
- Verloren! Köln, 1884.
- Am Ziel: 3 Erzählungen. Dresden 1886.
- Schlichte Grösse. Köln, 1887 (Digitalisat).
- An den Stufen des Thrones. Köln, 1888 (Digitalisat).
- Ideale Lebensbilder in Dichtersprüchen. Eine Gabe für das Frauenherz. Gotha, 1888.
- Lasset eure Kinder gedeihen! Ein Wort an Mütter über die körperliche und geistige Erziehung des Kindes in den ersten Lebensjahren. Bielfeld, Schriften-Niederlage der Anstalt Bethel, 1897.